# ナウカ (ロシアの出版社)
ナウカ（ロシア語: «Наука», 「科学」の意）は、ロシアのモスクワに本部を置く出版社。ソビエト連邦時代から存在した。往年は科学系出版社として、ソ連最大、そして世界最大の規模を誇った。正式名は連邦国営単一企業体「ロシア科学アカデミー・アカデミー科学出版、製造・印刷出版・書籍販売センター『“ナウカ”出版社』」(Федеральное государственное унитарное предприятие «Академический научно-издательский, производственно-полиграфический и книгораспространительский центр Российской академии наук «Издательство «Наука»)。

## 沿革
帝政ロシア時代の1727年にペテルブルク科学アカデミー印刷所 (ru) として発足し、ソビエト・ロシア時代の1923年4月14日にアカデミー会員アレクサンドル・フェルスマンを社長として、ペトログラードで「ロシア科学アカデミー出版社」«Издательство Российской академии наук» として設立した。最初の出版物は、翌1924年末に出版された『ロシア科学アカデミー・ニュース』«Известий Российской академии наук» である。1925年8月からはアカデミーの名称変更に伴い、社名も「ソビエト連邦科学アカデミー出版社」«Издательство Академии наук СССР» として知られるようになった。
1927年のソ連科学アカデミー憲章によれば、出版社社長はアカデミーの総会により選出されるとされている。1930年には、出版社の管轄はアカデミー常任秘書を委員長として特別に編制された編集委員会に移り、その理事会はアカデミーの総会で選任されるものとされた。翌1931年には社内に伝達部門が設立され、それは1938年にアカデミー附属の書店「アカデムクニーガ」として独立した。アカデムクニーガは1980年代末までソ連各地に支店を展開し、出版社の書籍を販売した。1934年には本社がモスクワへ移転したが、跡地はレニングラード支局として残された。大祖国戦争中には、本社はカザンへと退避していた。
1963年に社名は「ナウカ」«Наука»（科学）へと改称された。この年の出版タイトル数は2000、出版部数は3万8000部に達している。翌1964年、物理学・数学書と東洋文学の大手出版社として知られていた「フィズマトギス」および「東洋文学出版社」«Издательство восточной литературы» がアカデミー出版社の傘下に入った。翌年、ナウカのシベリア支局が設立された。1970年にノヴォシビルスクに印刷所が設けられたことにより、ナウカはモスクワに2か所、レニングラードとノヴォシビルスクに各1か所、計4か所の印刷所を擁するようになった。
1972年の時点で、ナウカは31の物理学・数学雑誌、24の化学雑誌、29の生物学雑誌、5の大衆科学雑誌（『プリローダ』・『ゼムリャ・イ・フセレンナヤ』(ru)・『ヒミヤ・イ・ジズニ』・『ルースカヤ・レーチ』(ru)・『クヴァント』）を含めた135タイトルの科学雑誌を出版していた。1977年には140タイトルの雑誌を発行し、その部数は1200を超えた。また、ナウカは『ソビエト連邦科学アカデミー・ドキュメント』と『ソビエト連邦科学アカデミー紀要』(ru) も出版していた。1973年と1978年に、ナウカは労働赤旗勲章を受章した（1978年はレニングラード印刷所とともに受章）。
1980年代初頭からナウカには外国語部門が設置され、『ソビエト連邦の科学』«Наука в СССР» 誌をロシア語に加えて英語、ドイツ語、スペイン語でも発行するようになった。1980年代後半のナウカは国家出版委員会によって、社会政治分野、科学技術分野、そしてフィクション分野の3つの編集局に分けられていた。1972年から1990年までのそれらの合計発行部数は、以下のように変化している。
|               | 1972   | 1977   | 1979   | 1980       | 1985       | 1990       |
| ------------- | ------ | ------ | ------ | ---------- | ---------- | ---------- |
| タイトル数    | 2000   | 1861   | 2175   | 2080       | 2277       | 1830       |
| 発行部数      | —      | 1900万 | 2400万 | 2062万6800 | 2335万8700 | 1888万5400 |
| 印刷体積 (ru) | 5050万 | —      | —      | 3495万1200 | 4074万8240 | 3471万7650 |

ソビエト連邦の崩壊によって編集委員会が解散した後も、ナウカとアカデムクニーガはロシア科学アカデミー附属の独立した出版社・書店として存続している。

## 批判
2006年、生物学者のアレクサンドル・マルコフはラジオ・フリー・ヨーロッパに対し、ナウカが出版物のネット上での公開に極めて否定的な姿勢をとっていることは、その情報戦略において近視眼的であると述べた。また2008年には、同じくラジオ・フリー・ヨーロッパに対し、「ロシアの科学雑誌は極めて稀な例外を除いてナウカの独占出版となっており、他の有力出版社「国際アカデミー出版社」 «Международная академическая издательская компания» も実際にはナウカと共同戦線を組んでいるに過ぎない」と述べている。そして、「雑誌の価格そのものも極めて高額であり、読者からのアクセスを意図的に制限するために値段が設定されているかのようである」と主張している。